# Belak

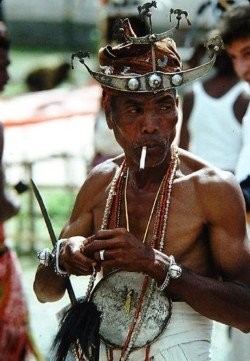
Homem com um Kaibauk e um Belak no em Ermera

O belak (disco em tétum) faz parte do traje tradicional de várias etnias timorenses. É um disco redondo, geralmente feito de bronze, mas também de ouro ou prata. É usado pendurado em uma corrente ou cordão em volta do pescoço.

## História

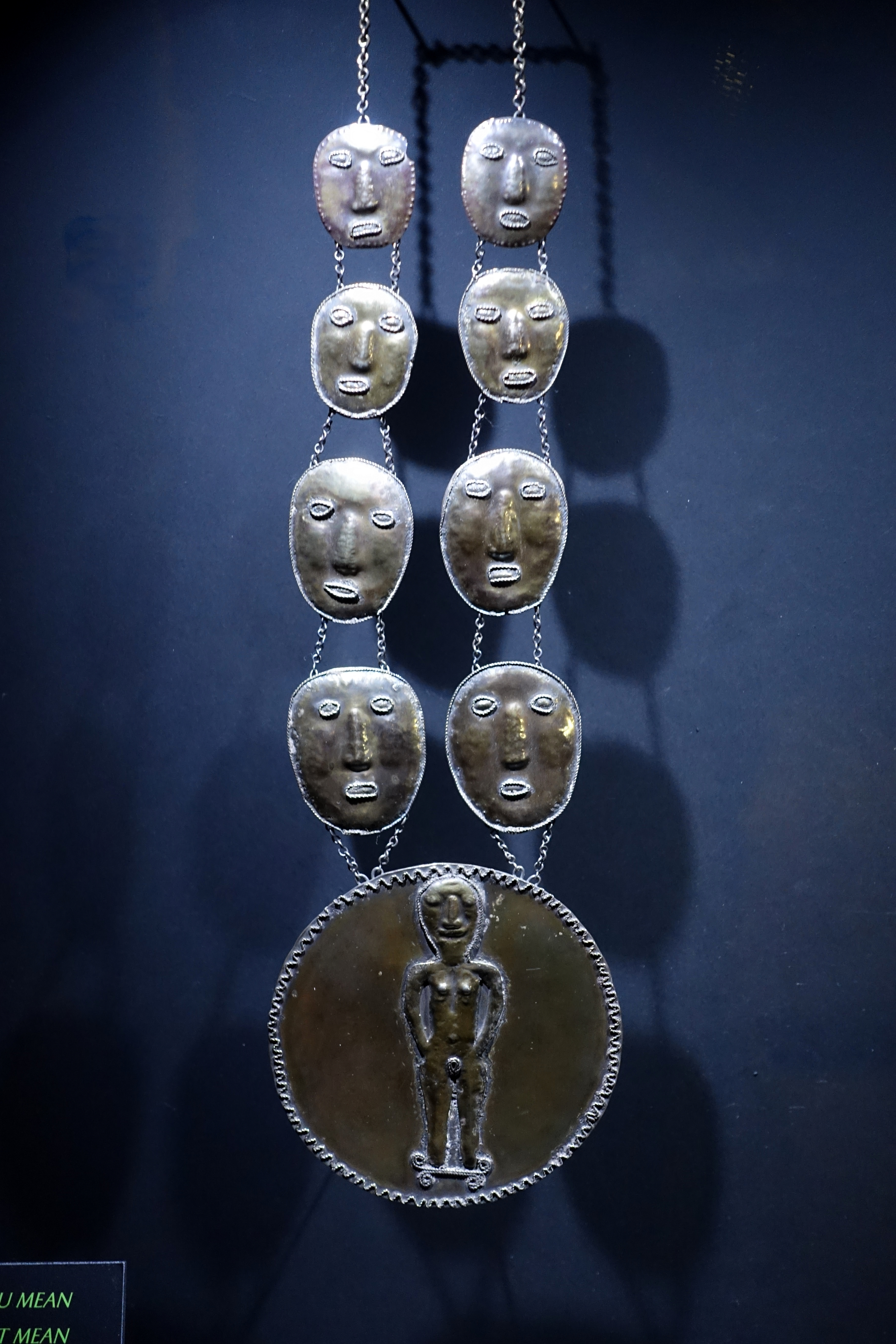
Belak feito de ouro no Museu do Oriente (ca.1930)

No passado, os guerreiros que retornavam de uma caçada bem-sucedida recebiam o título de Assuai (os bravos) e um belak ou uma pulseira como sinal de vitória. Os belakes ainda são usados hoje como um presente do noivo para a família da noiva.

## Significado
Como um símbolo da lua, o belak representa feminilidade, frieza, passividade, fertilidade e poder ritual. Sua contraparte masculina é o Kaibauk, uma coroa em forma de chifre de búfalo que simboliza o sol, calor, atividade, segurança e poder político. O Belak e o Kaibauk juntos complementam-se simbolizando harmonia e equilíbrio.

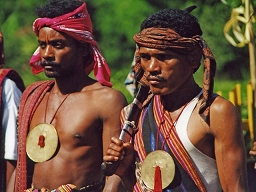
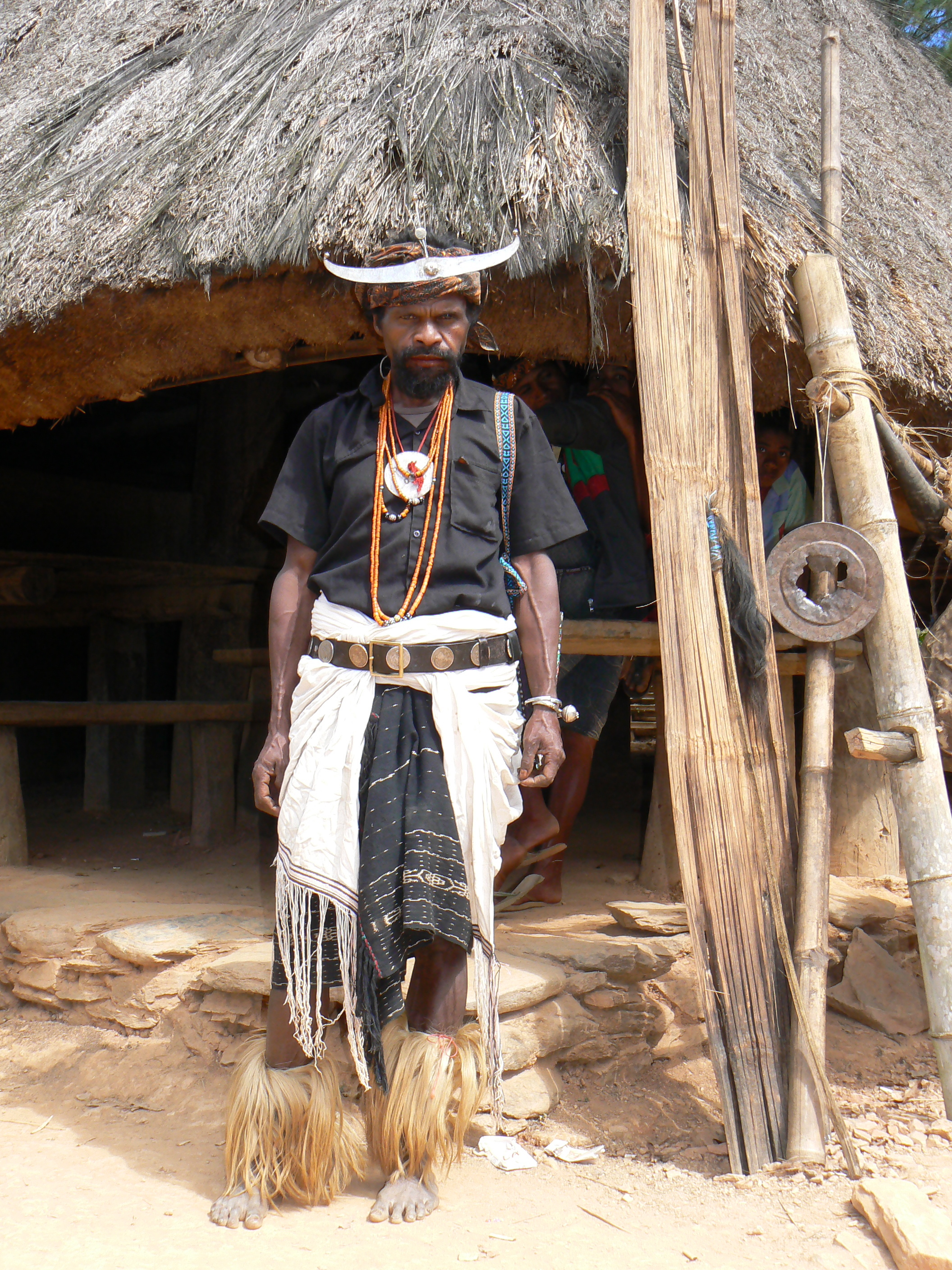
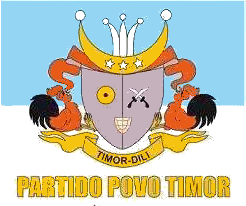